# San Diego Open 2023
San Diego Open 2023, Cymbiotika San Diego Open presented by ResMed 2023, byl tenisový turnaj na ženském profesionálním okruhu WTA Tour hraný v Barnesově tenisovém centru. Druhý ročník San Diego Open probíhal mezi 11. až 16. zářím 2023 v kalifornském San Diegu na dvorcích s tvrdým povrchem Laykold. Titulárním sponzorem se poprvé stala sandiegská společnost Cymbiotika podnikající v oblasti zdraví a wellness.
Turnaj dotovaný 780 637 dolary patřil do kategorie WTA 500. Nejvýše nasazenou singlistkou se stala sedmá tenistka světa Ons Džabúrová z Tuniska, kterou po volném losu vyřadila ve druhém kole Anastasija Potapovová. V důsledku invaze Ruska na Ukrajinu na konci února 2022 řídící organizace tenisu ATP, WTA a ITF s grandslamy rozhodly, že ruští a běloruští tenisté mohli dále na okruzích startovat, ale do odvolání nikoli pod vlajkami Ruska a Běloruska.
Druhý kariérní „double“ získala Češka Barbora Krejčíková, jímž navázala na singlový a deblový triumf z French Open 2021. Na okruhu WTA Tour vybojovala sedmý singlový titul, kterým se vrátila na konec první světové desítky. Spolu se stabilní spoluhráčkou Kateřinou Siniakovou ovládly i čtyřhřu a připsaly si šestnáctou párovou trofej. Bodový zisk Siniakové zajistil po týdnu návrat na pozici deblové světové jedničky.

## Rozdělení bodů a finančních odměn

### Rozdělení bodů
| Soutěž      | Soutěž      | vítězky | finalistky | semifinalistky | čtvrtfinalistky | 16 v kole | 28 v kole | Q  | Q2 | Q1 |
| ----------- | ----------- | ------- | ---------- | -------------- | --------------- | --------- | --------- | -- | -- | -- |
| dvouhra žen | [ 3 ] [ 7 ] | 470     | 305        | 185            | 100             | 55        | 1         | 25 | 13 | 1  |
| čtyřhra žen | [ 8 ]       | 470     | 305        | 185            | 100             | 1         | —         | —  | —  | —  |

### Finanční odměny
| Soutěž                              | Soutěž      | vítězky   | finalistky | semifinalistky | čtvrtfinalistky | 16 v kole | 28 v kole | Q2      | Q1      |
| ----------------------------------- | ----------- | --------- | ---------- | -------------- | --------------- | --------- | --------- | ------- | ------- |
| dvouhra žen                         | [ 3 ] [ 7 ] | 120 150 $ | 74 161 $   | 43 423 $       | 21 075 $        | 11 500 $  | 8 310 $   | 5 590 $ | 2 860 $ |
| čtyřhra žen                         | [ 8 ]       | 40 100 $  | 24 300 $   | 13 900 $       | 7 200 $         | 4 350 $   | —         | —       | —       |
| částka ve čtyřhře je uvedena na pár |             |           |            |                |                 |           |           |         |         |

## Ženská dvouhra

### Nasazení
| Stát                           | Hráčka                   | WTA | Nasazení |
| ------------------------------ | ------------------------ | --- | -------- |
| Tunisko                        | Ons Džabúrová            | 5.  | 1.       |
| Francie                        | Caroline Garciaová       | 7.  | 2.       |
| Řecko                          | Maria Sakkariová         | 8.  | 3.       |
| Česko                          | Barbora Krejčíková       | 12. | 4.       |
| Švýcarsko                      | Belinda Bencicová        | 13. | 5.       |
|                                | Veronika Kuděrmetovová   | 16. | 6.       |
| Brazílie                       | Beatriz Haddad Maiová    | 19. | 7.       |
|                                | Jekatěrina Alexandrovová | 20  | 8.       |
| Žebříček WTA ke 28. srpnu 2023 |                          |     |          |

### Jiné formy účasti
Následující hráčky obdržely divokou kartu do hlavní soutěže:
- Leylah Fernandezová
- Sofia Keninová
- Barbora Krejčíková
- Katie Volynetsová

Následující hráčky postoupily z kvalifikace:
- Louisa Chiricová
- Magdalena Fręchová
- Emma Navarrová
- Clervie Ngounoueová
- Camila Osoriová
- Aljaksandra Sasnovičová

### Odhlášení
před zahájením turnaje
- Viktoria Azarenková → nahradila ji  Alycia Parksová
- Coco Gauffová → nahradila ji  Sloane Stephensová
- Madison Keysová → nahradila ji  Danielle Collinsová
- Donna Vekićová → nahradila ji  Jasmine Paoliniová

## Ženská čtyřhra

### Nasazení
| Stát                                                                          | Hráčka              | Stát     | Hráčka             | WTA | Nasazení |
| ----------------------------------------------------------------------------- | ------------------- | -------- | ------------------ | --- | -------- |
| Česko                                                                         | Barbora Krejčíková  | Česko    | Kateřina Siniaková | 3.  | 1.       |
| Japonsko                                                                      | Šúko Aojamová       | Čína     | Jang Čao-süan      | 34. | 2.       |
| Čínská Tchaj-pej                                                              | Čan Chao-čching     | Mexiko   | Giuliana Olmosová  | 39. | 3.       |
| Ukrajina                                                                      | Ljudmyla Kičenoková | Lotyšsko | Jeļena Ostapenková | 50. | 4.       |
| Žebříček WTA ke 28. srpnu 2023; číslo je součtem umístění obou členek dvojice |                     |          |                    |     |          |

### Jiné formy účasti
Následující pár obdržel divokou kartu:
- Danielle Collinsová /  Coco Vandewegheová

## Přehled finále

### Ženská dvouhra
- Barbora Krejčíková vs.  Sofia Keninová 6–4, 2–6, 6–4

### Ženská čtyřhra
- Barbora Krejčíková /  Kateřina Siniaková vs.  Danielle Collinsová /  Coco Vandewegheová 6–1, 6–4